# José Jesús Perera López
Jesús Perera López (Olivença, 12 d'abril de 1980) és un exfutbolista extremeny, que ocupava la posició de davanter.
Comença a destacar al filial del RCD Mallorca. El 2001 marxa a l'Albacete Balompié, i a l'any següent, aconsegueix ser el màxim golejador de la Segona Divisió espanyola amb l'equip manxec. Això possibilita el seu retorna al RCD Mallorca, ara al primer equip.
A la màxima categoria no arriba a despuntar ni al conjunt mallorquí ni al Celta de Vigo, que el fitxa al mercat d'hivern de la temporada 05/06. El 2008 recala al Rayo Vallecano, que el cedeix a l'any següent a l'Elx CF. La temporada 2011/12 la va jugar a la Segona Divisió B, amb l'Atlètic Balears, on va esdevenir el Pitxitxi de la Segonda B fent, com el seu club, una molt bona temporada. Però al mercat d'hivern de la temporada 2012/13, l'extremeny fitxa pel Gimnàstic de Tarragona.